# SYUN (日本のレコードレーベル)
SYUN（しゅん）、またはDIW/SYUN（ディウ/しゅん）は、1994年にミュージシャンの平沢進によって設立された日本のレコードレーベルである。

## 概要
レーベル設立の目的は、非商業的作品を自由にリリースするためであった（当時の平沢はいわゆるメジャーレーベルの一つであるポリドール・レコードに所属していた）。
設立後は平沢だけでなく、彼が参加した他のミュージシャン（主にP-MODELのメンバー）の作品なども発売された。
名称は平沢の実験音楽ユニットの旬からとられ、ロゴは旬のアルバム「旬IV」のカバーが使用された。カバーデザインは時空の水や三界の人体地図のカバーを手掛けた稲垣潔。 ディストリビューターは、CDショップを展開するディスクユニオン傘下のDIWレコード。

## リリースの形態
SYUNレーベルからは不定期に作品がリリースされ、基本的には常に2作品1組の形式で発表された。アルバムは主にレコード店と通信販売で購入可能であった。
また、一部の作品には購入特典が付けられることがあった。
初回リリースの際には、2作品をどちらも購入した人に対し、P-MODELデビュー前のデモテープをCD化したものが配布された。 3回目のリリースでも同様に、2枚のブックレットが購入特典として付属した。6回目のリリースでは、第一期DIW/SYUNの全6作品（SYUN-001～006）を全て購入した人への購入特典として、P-MODEL解凍後唯一のアナログ盤「SAKSIT North Passage MIX」が配布された。
平沢が直接リリースした作品は、そのほとんどが何年も前に制作されたものであり、中には1978年のものも存在した。

## SYUNレーベルの解散とその後
DIW/SYUNレーベルは、平沢とP-MODELの日本コロムビア移籍によってその活動に幕を下ろした。
移籍後の1997年、平沢は個人事務所のケイオスユニオンを設立し、1999年には日本コロムビアとの契約を解除した。それにより自由な音楽活動が可能となった。
その後、P-MODELのビデオの再発売と並行して、太陽系亞種音とHALDYN DOMEの2つのボックスセットが発売され、SYUNレーベルから発表された作品のほとんどはそれに収録された。しかし、収録されなかったものも少なくなく、それらの作品はほとんど絶版になっている。

## ディスコグラフィー
| 規格品番        | アーティスト                     | タイトル                       | 規格  | 発売日         |
| --------------- | -------------------------------- | ------------------------------ | ----- | -------------- |
| SYUN-001        | 旬                               | OOPARTS                        | CD    | 1994年5月25日  |
| SYUN-002        | P-MODEL                          | PAUSE                          | CD    | 1994年5月25日  |
| DSS-001         | P-MODEL                          | demo                           | 8cmCD | 1994年5月25日  |
| SYUN-003        | P-MODEL                          | LIVEの方法                     | CD    | 1994年7月25日  |
| SYUN-004        | ことぶき光 with プノンペンモデル | Desk Top Hard Lock             | CD    | 1994年7月25日  |
| SYUN-005        | Pre P-MODEL                      | 配線上のアリア                 | CD    | 1994年10月22日 |
| SYUN-006        | 旬                               | Landscapes                     | CD    | 1994年10月22日 |
| SYUN-007        | P-MODEL                          | Corrective Errors〜remix of 舟 | CD    | 1995年9月30日  |
| SYUN-008        | 横川理彦                         | DIVE                           | CD    | 1995年9月30日  |
| SYUN-009        | P-MODEL                          | SCUBA RECYCLE                  | CD    | 1995年11月30日 |
| SYUN-010        | 旬                               | 旬IV VISION                    | VHS   | 1995年11月30日 |
| S-32580 S-32581 | P-MODEL                          | SAKSIT North Passage MIX       | EP    | 1996年2月29日  |
| SYUN-011        | 旬                               | 計算上のKun Mae                | CD    | 1996年2月29日  |
| SYUN-012        | 至福団                           | 致富譚                         | CD    | 1996年2月29日  |
| SYUN-013        | 不幸のプロジェクト               | 不幸はいかが?                  | CD    | 1996年10月5日  |
| SYUN-014        | PEVO                             | CONVEX AND CONCAVE             | CD    | 1996年10月5日  |
| SYUN-015        | 中野テルヲ                       | User Unknown                   | CD    | 1996年12月10日 |
| SYUN-016        | P-MODEL                          | 三界の人体地図                 | VHS   | 1996年12月10日 |
| SYUN-017        | 横川理彦                         | solecism                       | CD    | 1997年10月24日 |